# 勘ぐれい
「勘ぐれい」（かんぐれい、英語: Hanch Gray）は、日本の音楽ユニットずっと真夜中でいいのに。の楽曲。2020年11月27日にEMI Recordsより、各種音楽配信サービスにてリリースされた。

## 概要
- 2021年2月10日に発売された2ndフルアルバム『ぐされ』(#4)の収録曲。
- TwitterやYouTubeをはじめインターネット全体を使って展開されるユーザー参加型のミステリー作品『Project:;Cold』の主題歌に本曲が起用されている[4][5]。

## ミュージックビデオ
2021年12月1日から、ミュージックビデオがYouTube上で公開されている。アニメーション制作はこむぎこ2000が担当した。

### 主な登場キャラクター
- ニラちゃん[9]
- グレイくん[9]
- ウニグリくん[9]
- MAYONAKA[9]

## 収録内容
| #         | タイトル     | 作詞・作曲 | 編曲      | 時間 |
| --------- | ------------ | ---------- | --------- | ---- |
| 1.        | 「勘ぐれい」 | ACAね      |           | 4:09 |
| 合計時間: | 合計時間:    | 合計時間:  | 合計時間: | 4:09 |

## 収録アルバム
- 『ぐされ』(#4)